# 上汽乘用车
上海汽车集团股份有限公司乘用车分公司（简称上汽乘用车分公司、上汽乘用车）是上汽集团旗下经营自主品牌乘用车业务的分支机构，于2006年2月23日成立。上汽乘用车主要经营荣威、MG两个品牌的乘用车产品，同时生产同集团旗下独立运营的飞凡、智己品牌的乘用车。

## 历史
上汽乘用车的前身为2006年2月23日成立的上汽汽车制造有限公司，2007年1月31日改为现名，并改制为上汽集团的分公司。公司旗下的荣威品牌于2006年10月12日推出，同年推出首款车型荣威750；而MG品牌则于同年被南京汽车集团收购。2007年12月，南汽被上汽兼并后，MG品牌交由上汽乘用车运营，开始双品牌运作。2008年1月，位于南京市浦口区的MG生产基地转归上汽乘用车管理；同年5月位于英国伯明翰长桥的长桥基地也转归上汽乘用车管理，后于2016年9月关停。同年9月，临港基地建成投产。
2011年，上汽乘用车推出首款新能源车型荣威750混合动力轿车；翌年荣威E50轿车推出，成为中国首款量产纯电动轿车。2013年，荣威E550发布，成为中国首款量产三核插电式混合动力轿车。
2013年，上汽乘用车与正大集团合资成立上汽正大有限公司，在泰国春武里府合美乐工业园区兴建生产基地，成为上汽在海外首个新建的生产基地。该厂于2014年6月下线第一辆MG6轿车。
2017年初，上汽集团收购并改造了通用汽车在印度的Halol工厂，成为其乘用车分公司第二个海外生产基地，即MG印度公司。该厂于2019年投产，主要生产MG系列车型。2024年，上汽转让MG印度公司26%的股权，多个主体同时向该公司注资256亿卢比。
2019年，上汽乘用车在福建省宁德市开设生产基地，该厂主要以生产MG出口车型为主，是中国大陆规模最大的新能源汽車出口基地。

## 生产基地
上汽乘用车在中国大陆拥有4个生产基地，在境外拥有2个生产基地。正在运作的生产基地有：
- 临港基地：位于中国（上海）自由贸易试验区临港新片区两港大道2999号，于2008年9月19日建成投用，是上汽乘用车布局最早的生产基地。该基地原为上海大众规划建设的生产基地，2006年6月被上汽集团收购成为自主品牌乘用车生产基地。临港基地占地面积120.71万平方米，建筑面积35.91万平方米，生产车型涵盖上汽旗下四大自主品牌，截至2023年11月共生产车辆117万辆。该基地亦为上海市经信委首批认定的数字化智能工厂[1][12]。
- 浦口基地：位于江苏省南京市高新区（浦口区）浦泗路18号，与南汽集团实施一体化管理。浦口基地一期于2006年3月启动建设，2007年3月建成投产，主要生产MG品牌车型。二期工程于2008年8月启动建设，2010年3月建成投产，建成后同时生产荣威和MG双品牌车型[1]。
- 郑州基地：位于河南省郑州经济技术开发区[註 3]金柳南路117号[13]，2017年9月27日建成投用[14]。二期工程于2022年8月9日投用，建成后成为上汽乘用车在中国大陆境内最大的生产基地[15]。
- 宁德基地：位于福建省宁德市蕉城区七都镇荣威大道8号[13]，以生产MG出口车型为主，是中国大陆规模最大的新能源汽车出口基地[10][11]。该基地拥有仓储、公路运输、铁路运输和远洋运输等多种物流模式，设有福建省第一条由地方自主投资建设的铁路专用线，并在宁德港漳湾作业区7号泊位作为专用配套滚装码头[16]。
- 泰国基地（上汽正大）：位于泰国春武里府合美乐工业园区，2014年6月投产，生产车型主要面向东南亚市场[5][6]。2023年3月，占地12万平方米的新能源产业园区开工建设，预计2025年建成[17]。
- 印度基地：于2017年初收购通用汽车Halol工厂并改建而成[7]，2019年6月推出首款车型[18]。

此外，上汽乘用车过往还拥有如下生产基地：
- 仪征基地：位于江苏省仪征市汽车工业园区南路99号，2006年2月由上汽股份划转至上汽制造（上汽乘用车前身），同年12月投产，停产前主要生产荣威750、550和W5车型。2010年7月停产，转由上海大众重建仪征工厂使用[1]。
- 宝山发动机厂：位于上海市宝山区同济路998号，2006年4月由上汽制造租借幸福摩托车公司车间进行改建，同年12月建成投产。2007年10月迁至临港基地[1]。
- 长桥基地（英语：Longbridge_plant）：位于英国伯明翰，2007年成为南汽旗下基地，同年底南汽被上汽兼并后即成为上汽乘用车旗下基地，停产前车型销往英国为主的欧洲市场[1]。2016年9月停止生产[4]。

## 历年销量
| 年份 | 总销量  |
| ---- | ------- |
| 2007 | 16,388  |
| 2008 | 26,007  |
| 2009 | 90,038  |
| 2010 | 160,397 |
| 2011 | 162,004 |
| 2012 | 200,017 |
| 2013 | 230,020 |
| 2014 | 180,018 |
| 2015 | 170,017 |
| 2016 | 321,717 |
| 2017 | 522,036 |
| 2018 | 701,885 |
| 2019 | 673,255 |
| 2020 | 657,867 |
| 2021 | 800,767 |
| 2022 | 839,187 |
| 2023 | 986,018 |